# Nabil Maâloul
Nabil Maâloul (Tunisi, 25 dicembre 1962) è un allenatore di calcio ed ex calciatore tunisino.

## Carriera

### Club
Durante la sua lunga carriera giocò nel campionato tunisino vestendo per 11 stagioni la casacca dell'Espérance. Si trasferì anche in Germania e in Arabia Saudita, paese nel quale darà l'addio al calcio giocato nel 2000. In 19 anni ha collezionato 7 campionati e 3 coppe nazionali tunisine.

### Nazionale
Con la nazionale tunisina, con cui esordì nel 1982, partecipò alle Olimpiadi del 1988 e ne è stato allenatore in due riprese, nel 2013 e dal 2017.

## Palmarès

### Giocatore

#### Competizioni nazionali
- Campionato tunisino: 7

Esperance: 1981-1982, 1984-1985, 1987-1988, 1988-1989, 1992-1993, 1993-1994
Club Africain: 1995-1996
- Coppa di Tunisia: 3

Esperance: 1985-1986, 1988-1989
Club Africain: 1997-1998

#### Competizioni internazionali
- CAF Champions League: 1

Esperance: 1994
- Champions League araba: 2

Esperance: 1993
Club Africain: 1997

### Allenatore

#### Competizioni nazionali
- Campionato tunisino: 2

Esperance: 2010-2011, 2011-2012
- Coppa di Tunisia: 1

Esperance: 2011-2012
- Qatar Crown Prince Cup: 1

Al-Jaish: 2014

#### Competizioni internazionali
- CAF Champions League: 1

Esperance: 2011